# 武者錬三
武者 錬三（むしゃ れんぞう、明治16年（1883年）1月7日 - 昭和56年（1981年）1月13日）は、日本の実業家。朝鮮電気協会副会長。京城電気（現・韓国電力公社）社長。族籍は京都府士族。

## 来歴
土木技師である武者満歌の長男として、神戸市に生まれる。
明治29年（1896年）に京都府尋常中学校（現・京都府立洛北高等学校）、同38年（1905年）に東京高等商業学校（現・一橋大学）を卒業する。尚、東京高商の同期には、三井物産の田島繁二（後同社常務取締役）、内田信也、芳川寛治がいる。
卒業と同時に第一銀行へ入行し、間もなく釜山支店副支配人に挙げられ、朝鮮へ渡る。渡鮮後、朝鮮における電気事業を有望視し、親友の芳川寛治らとともに渋沢栄一が後援する日韓瓦斯（ガス）株式会社の経営に当たったが、明治30年代当時の朝鮮では、一般の需要は少なく、会社の業績は上がらなかった。しかし、武者はこの難局に対して奮闘努力し会社を維持したことで、その熱意が認められてか、第一銀行の援助を得て当時外国人が経営していた京城の電燈会社を買収し、京城電気の基礎を確立させた。
その後、同社会計総務各課長、専務を経て、昭和17年（1942年）に京城電気社長に就任し、同14年には朝鮮電気協会副会長に就任する。
退社後は徳山市に隠居するが、戦災に遭い家屋を焼失してしまい、戦後は千葉県柏市に居を移し、余生を送った。

## 人物
趣味はゴルフ。宗教は日蓮宗。

## 家族・親戚
- 父・満歌（1848年1月4日 - 1941年）

土木技師。七尾鉄道会社建築課長・鹿島組顧問。
- 妹・キミ（1885年10月 - 没年不明）

京都府立第一高等女学校卒。工業試験所技師・大阪帝国大学工学部講師の松永六二に嫁ぐ。尚、キミの長女・常盤は澤鑑之丞の次男・鍈男に嫁いだ。
- 先妻・スエ（1885年1月 - 没年不明）

山口県士族、小野カネの次女。
- 後妻・シヅ（1896年10月 - 没年不明）

奈良女子高等師範学校卒。
- 長男・慶之助（1915年7月 - 没年不明）

立教大学卒。
- 長女・ヨシ（淑子）（1911年7月 - 没年不明）

京城第一公立高等女学校卒。立石商店創業者の立石良雄の長男であり、旭タンカー創業者の立石信吉に嫁ぐ。尚、信吉の長男・信義も同社元代表取締役社長である。
- 次女・順子（1913年8月 - 没年不明）

満州中央銀行理事・武安福男の長男で、間島省参事官・淺川組相談役の武安素彦に嫁ぐ。
- 三女・和子（1921年11月 - ）

自由学園卒。

## 著書
- 『柏蔭余滴』友邦協会、1959年1月